# Adán Andrés Rojas Godoy
Adán Andrés Rojas Godoy (nacido el 3 de abril de 2006 en La Troncal, Ecuador)  es un futbolista ecuatoriano que juega como centrocampista defensivo en el 9 de Octubre Fútbol Club, equipo que compite en la Serie B de Ecuador.

## Trayectoria
Rojas se formó en las divisiones juveniles del club 9 de Octubre. Su debut profesional se produjo el 3 de abril de 2025, en un partido de la Serie B frente a Imbabura, donde ingresó como suplente en el minuto 35. 
Durante la temporada 2025 ha disputado dos encuentros oficiales con el primer equipo, sumando 145 minutos en cancha y 1 asistencia.Hasta la fecha, no ha marcado goles pero ha sido considerado una joven promesa en desarrollo dentro del fútbol ecuatoriano. 

## Estadísticas
- Partidos jugados: 2
- Minutos disputados: 145
- Goles: 0
- Asistencias: 1